# Apanteles ficus
Apanteles ficus är en stekelart som beskrevs av Granger 1949. Apanteles ficus ingår i släktet Apanteles och familjen bracksteklar. Inga underarter finns listade i Catalogue of Life.